# ERC32
ERC32 és un processador RISC de 32 bits que tolera radiacions desenvolupat per a aplicacions espacials. Va ser desenvolupat per Temic (ara Atmel). Dues versions s'han fabricat, el xip ERC32 (codis: TSC691, TSC692, TSC693), i el xip senzill ERC32 (codi: TSC695). Aquestes implementacions segueixen les especificacions V7 de SPARC. El suport del chipset ERC32 s'ha suspès.
Els models de VHDL es distribueixen sota LGPL.